# Lethrus submandibularis
Lethrus submandibularis är en skalbaggsart som beskrevs av Lebedev 1932. Lethrus submandibularis ingår i släktet Lethrus och familjen tordyvlar. Inga underarter finns listade i Catalogue of Life.